# Parabraccio

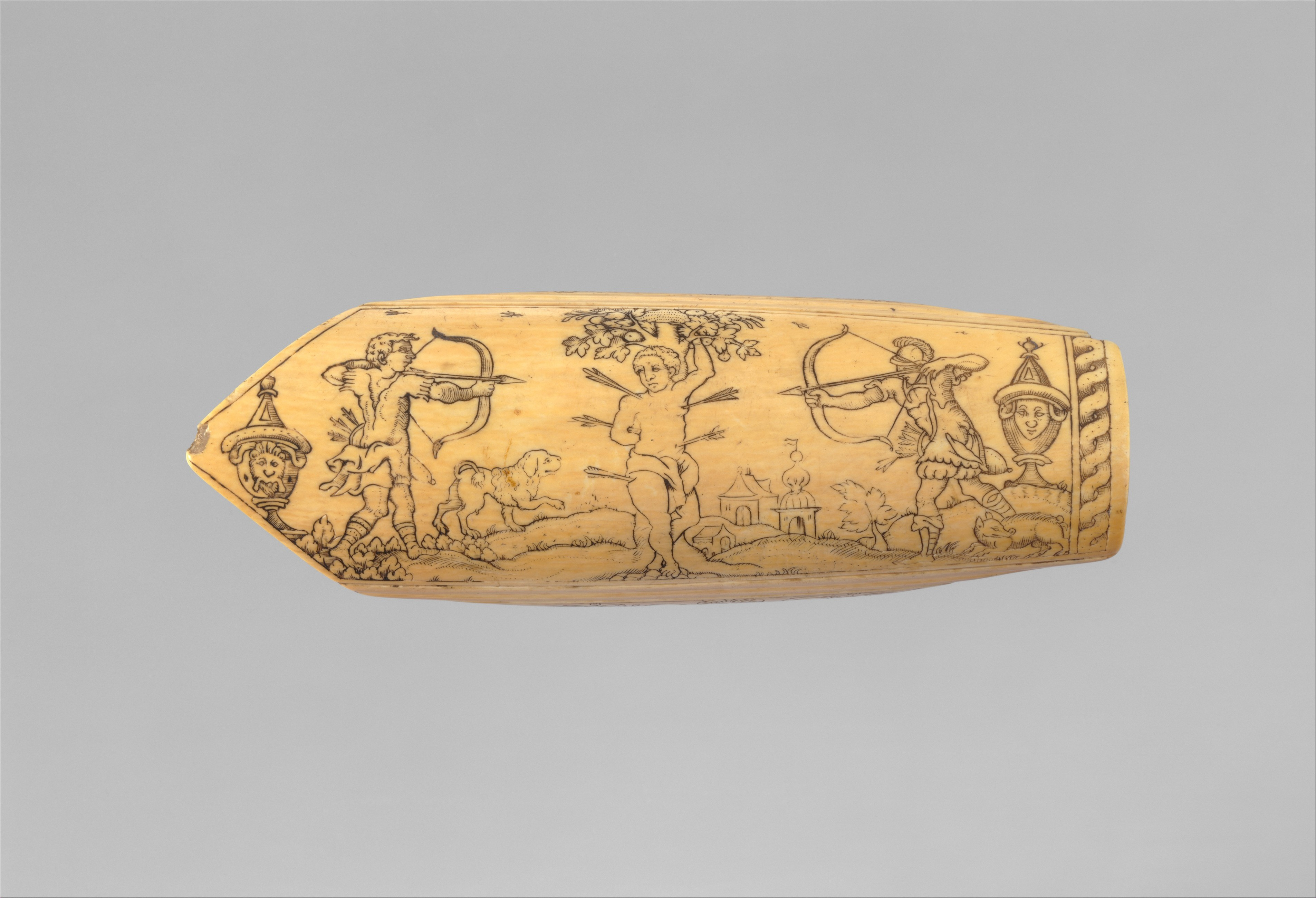
Parabraccio olandese in avorio del tardo XVI secolo finemente decorato.

Un parabraccio è una cinghia o guaina solitamente in cuoio, pietra o plastica che protegge l'interno dell'avambraccio di un arciere dalla sferzata della corda dell'arco durante il rilascio della freccia. Ha anche lo scopo di evitare che indumenti larghi si impiglino nella corda. Con una opportuna combinazione di indumenti stretti e di una maggiore distanza tra l'arco e la corda è possibile evitare l'uso del parabraccio.

## Parabraccio decorati

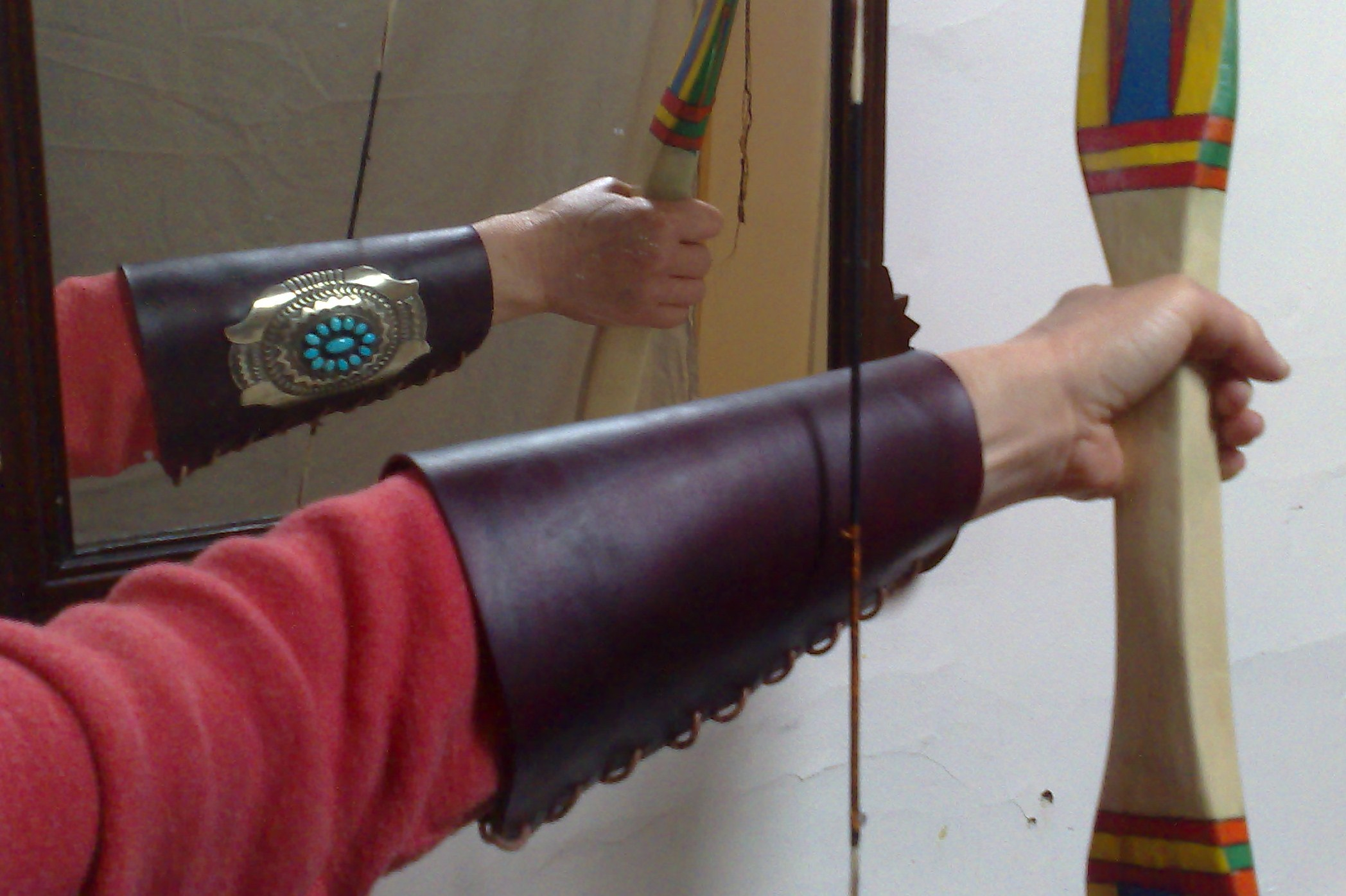
Ketoh in cuoio adornato con argento e turchese.

I moderni Navajo e gli Hopi svilupparono una forma di parabraccio noto come ketoh decorati con argento, turchese e altri ornamenti sulla scorta di precedenti esemplari fatti con ossa. I ketoh hanno di solito un motivo centrale spesso corredato da una pietra ornamentale con quattro figure curvilinee che si irradiano verso gli angoli. Possono avere una superficie di cuoio levigata in corrispondenza dell'interno dell'avambraccio che li rendono funzionali al compito che devono assolvere anche se più spesso sono oggetti di ornamento personale e rituale oppure delle vere opere d'arte a sé stanti.
Alcune protezioni in pietra rinvenute nelle tombe risalenti alla Cultura del vaso campaniforme dell'Età del bronzo in Europa sono ritenute dei parabraccio. Molto spesso però non sono stati trovati indossati al braccio dove ci si sarebbe aspettato che fossero. Molti hanno solo due fori cosa che li avrebbe resi poco adatti per essere fissati con sicurezza al braccio ed alcuni presentano rivetti sporgenti che si sarebbero impigliati nella corda dell'arco rendendoli inutilizzabili come parabraccio. Molti di questi oggetti rivelano una grande abilità nella lucidatura e nella lavorazione della pietra ma pochi sono stati ritrovati negli stessi luoghi di provenienza delle pietre utilizzate per la loro realizzazione. Di solito sono stati rinvenuti nella tomba centrale primaria riservata al capofamiglia o ad altre persone importanti. Potrebbero quindi essere stati degli status symbol che indossavano coloro i quali si distinguevano nella caccia o nella guerra, montati come decorazioni sui veri parabraccio. Sono state ritrovate anche alcune polsiere fatte in oro o ambra: gli studiosi ritengono che fossero di uso ornamentale piuttosto che funzionale. Uno studio ha individuato due principali fonti di pietre utilizzate nella loro realizzazione e ha suggerito che potrebbero non essere legate al tiro con l'arco ma ad altri usi potenziali.

## Altri usi
I parabraccio sono stati utilizzati anche in altri sport come i giochi con la palla tra cui il follis che si giocava nell'antica Roma.
In molti giochi di ruolo i parabraccio vengono scambiati per un generico pezzo di armatura anziché essere considerati come la protezione degli arcieri, confusione probabilmente derivante dal termine vambrace che denota nell'armatura la protezione dell'avambraccio del cavaliere.